# 穆尔加

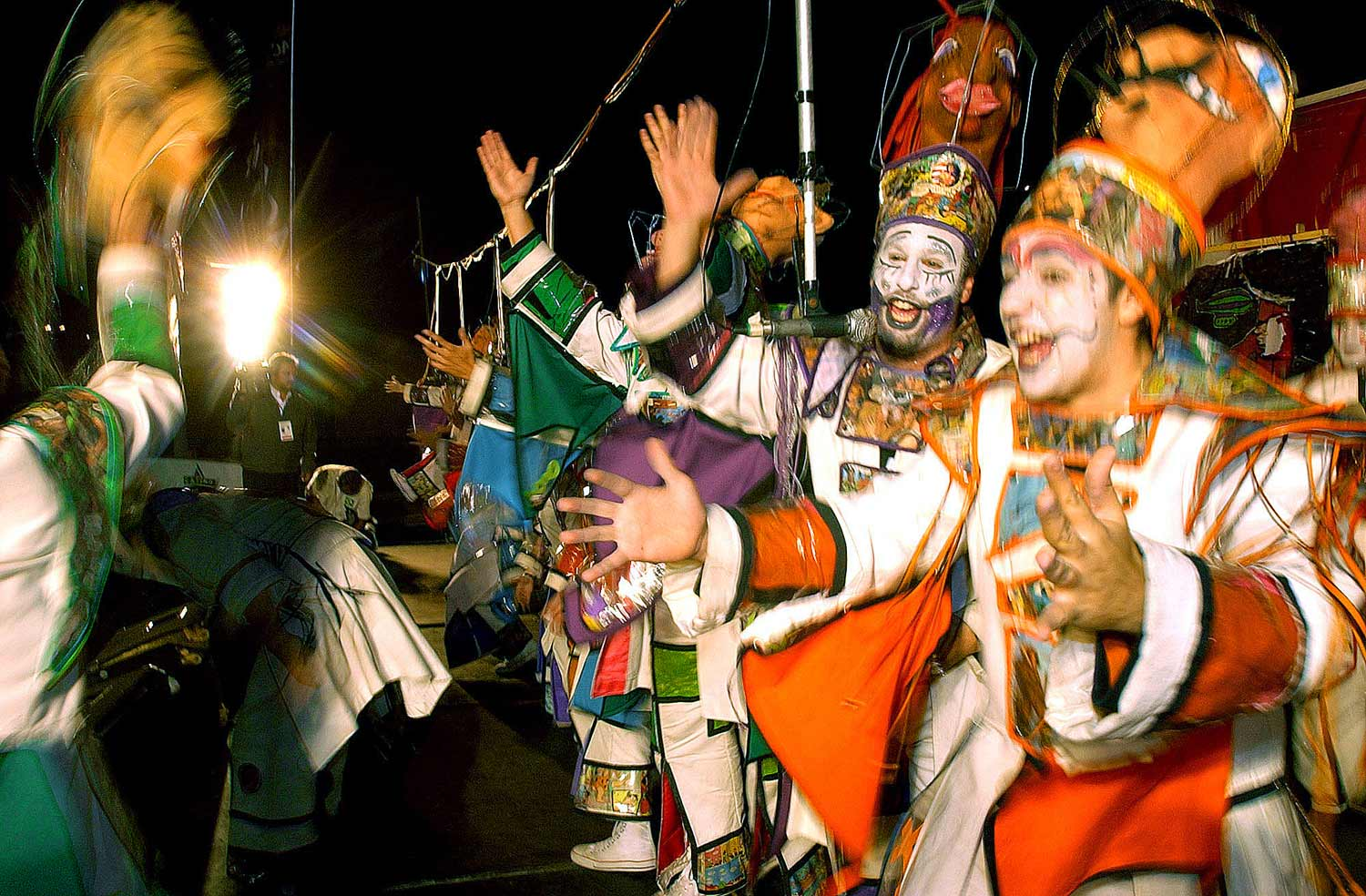
2005年3月，乌拉圭穆尔加音樂團體在乌拉圭总统塔瓦雷·巴斯克斯就职典礼上的表演

穆尔加是阿根廷、巴拿马、西班牙和乌拉圭等國的人民在狂歡節以及其他活動期间表演的一種音樂劇。通常穆尔加由一个音樂团体表演，表演時還伴有音乐，這些音樂基本上由打击乐器演奏。